# Βサンドイッチ

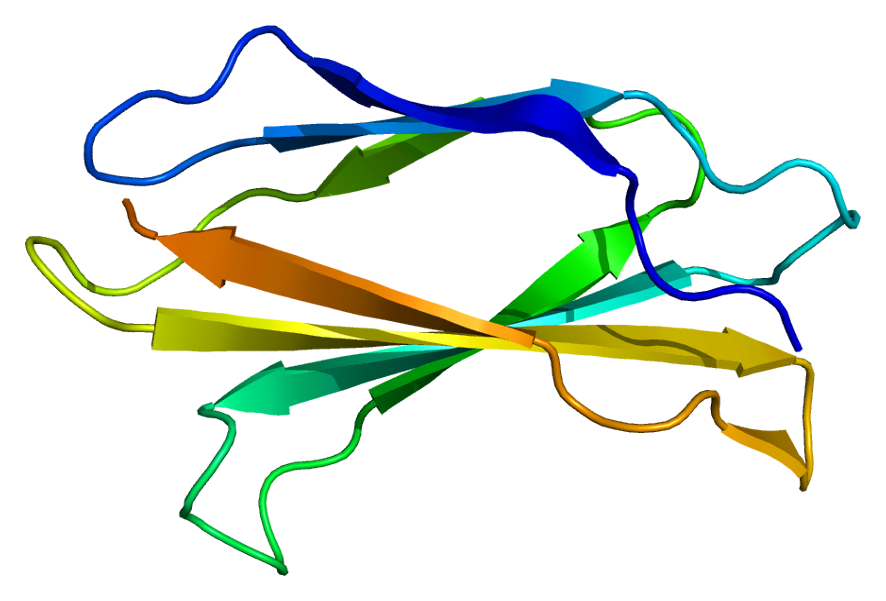
テネイシンCのβサンドイッチ構造、。

βサンドイッチ（英: beta-sandwich）は80から350アミノ酸から構成されるタンパク質ドメインであり、タンパク質に広くみられる構造である。βサンドイッチ構造は、向かい合う2つの逆平行βシートによって特徴づけられる。ドメイン内のβストランドの数はタンパク質の種類によってそれぞれ異なっている。βサンドイッチドメインはさらにさまざまなフォールドへの下位分類がなされる。抗体などにみられる免疫グロブリンフォールド（Igフォールド）は、7本から9本の逆平行βストランドがグリークキートポロジーを含む2つのβシートへ配置されたβサンドイッチ構造である。グリークキートポロジーはヒトのトランスサイレチンにもみられる。ジェリーロールトポロジーは、コンカナバリンAやさまざまなレクチンなどの炭水化物結合タンパク質、黄色ブドウ球菌のアドへシンタンパク質のコラーゲン結合ドメイン、テネイシンのフィブロネクチン結合モジュール（3番目のフィブロネクチンIII型リピート）にみられる。L型レクチンドメインはジェリーロールフォールドの一変種である。典型的なC2ドメイン（PKC-C2）は8本のβストランドから構成されるβサンドイッチである。